# 在ケアンズ領事事務所
在ケアンズ領事事務所（英語: Consular Office of Japan in Cairns）は、オーストラリア北東部の主要都市ケアンズに設置されている日本の領事事務所である。

## 沿革
- 1952年4月28日、サンフランシスコ平和条約の発効により日本国が独立、オーストラリアも同条約締結国のうちの一国[1]
- 1997年2月、在ケアンズ出張駐在官事務所（在ケアンズ駐在官事務所）が開設される[2]
- 2014年8月1日、ケアンズの出張駐在官事務所が在ケアンズ領事事務所に改称される[3]

## 所在地
Level 15, Cairns Corporate Tower, 15 Lake Street, Cairns QLD 4870

## 主要事件

### 松田恒規所長の懲戒免職処分（2022年）
2021年4月から在ケアンズ領事事務所長を務めていた松田恒規が、国家公務員としての信用を損なう行為をしたとして日本国外務省より2022年11月16日付けで懲戒免職処分を受けた。懲戒免職の理由について外務省は「被害者のプライバシーを保護するため公表は控える」と述べており、松田元所長が性犯罪ないしセクシャルハラスメントに手を染めたことが示唆されている。